# قائمة حروب إيطاليا
هذه قائمة بالحروب التي شملت إيطاليا المستقلة منذ عام 1861:
- حرب الاستقلال الإيطالية الثالثة (1866).
- ضم روما (20 سبتمبر/ أيلول 1870).
- الحرب الإيطالية الإثيوبية الأولى (1895-1896).
- ثورة الملاكمين (1899-1901).
- الحرب العثمانية الإيطالية (1911-1912).
- الحرب العالمية الأولى (1915-1918).
- تدخل الحلفاء في الحرب الأهلية الروسية (1918-1920).
- احتلال أنطاليا (1918-1923).
- أزمة كورفو (1923).
- الحرب الإيطالية الإثيوبية الثانية (1935-1936).
- الاجتياح الإيطالي لألبانيا (1939).
- الحرب العالمية الثانية (1940-1945).